# Cochleomeritus emersoni
Cochleomeritus emersoni is een soort in de taxonomische indeling van de Myzozoa, een stam van microscopische parasitaire dieren. Het organisme komt uit het geslacht Cochleomeritus en behoort tot de familie Lecudinidae. Cochleomeritus emersoni werd in 1973 ontdekt door Levine.